# 中崎発電所
中崎発電所（なかさきはつでんしょ）は、岐阜県高山市奥飛騨温泉郷神坂に設置された水路式の水力発電所である。

## 概要

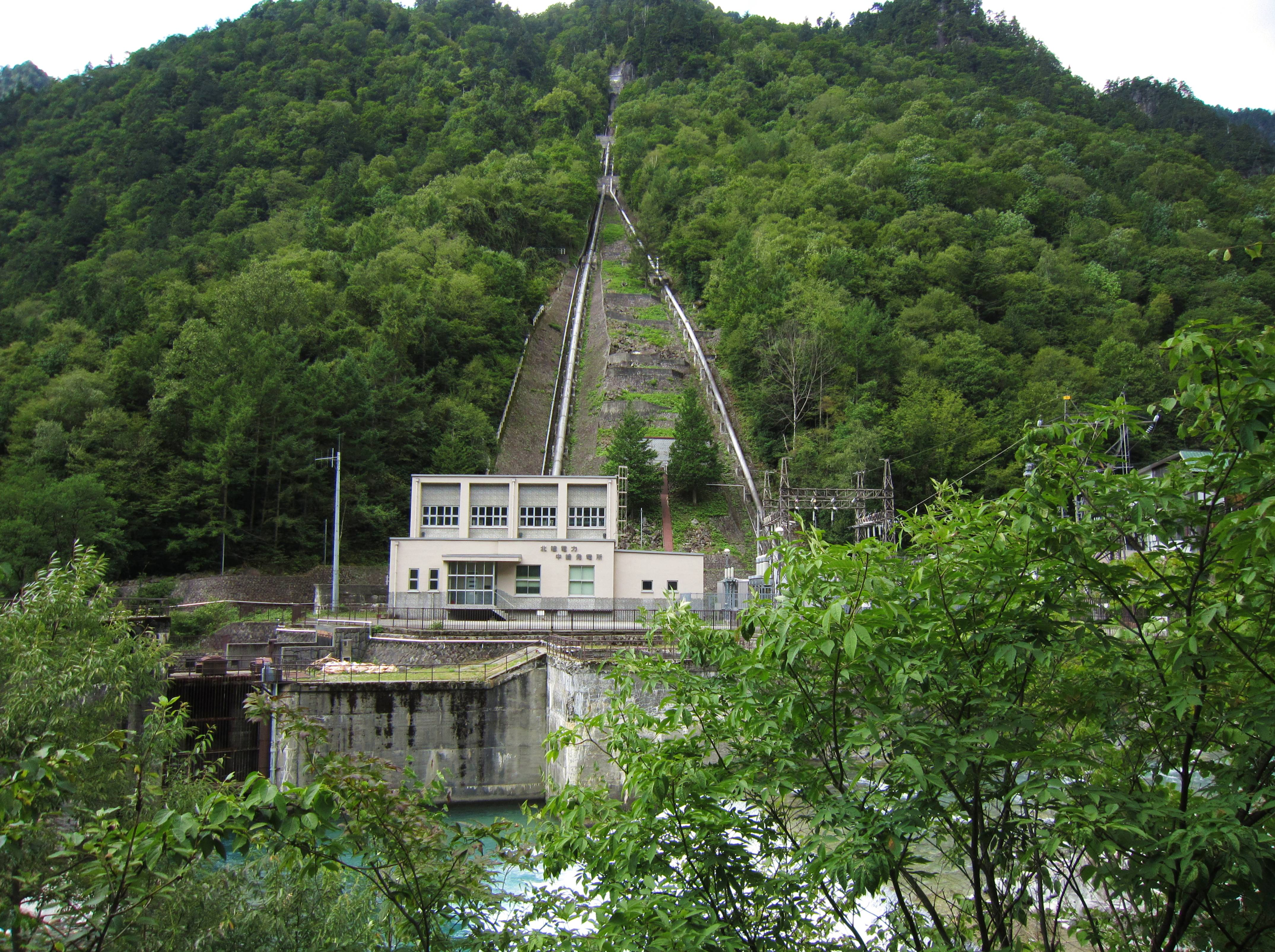
発電所本館と水圧鉄管

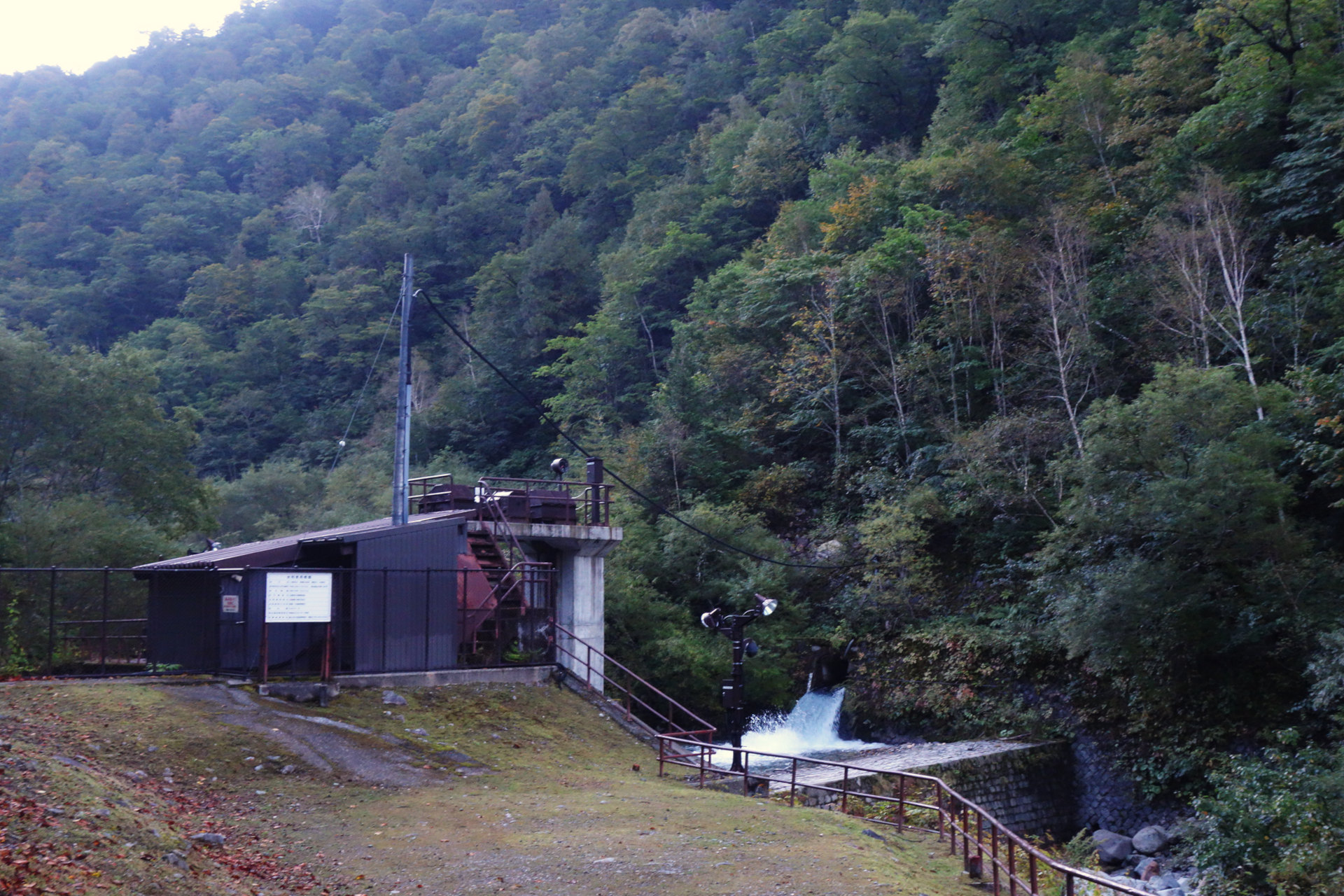
左俣谷にある取水施設

北陸電力により、1958年（昭和33年）3月に運用開始された水力発電所。発電機が設置されている本館は、高山市奥飛騨温泉郷神坂の神通川支流蒲田川右岸 標高約1,070mの場所にある。発電機は1基で、発電用水車は立軸ペルトン水車、三相交流同期発電機は富士電機製である。取水施設は蒲田川左俣谷および右俣谷の標高約1,335m地点にあり、落差は約265m（有効落差253m）である。

## アクセス
- 発電所本館は、新穂高ロープウェイの新穂高温泉駅の南西約300m、濃飛バス新穂高温泉バス停の西すぐ。
- 蒲田川左俣谷取水施設は、中崎発電所本館前より左俣谷林道（双六岳・笠ヶ岳方面登山道）を北東へ徒歩約3km。
- 蒲田川右俣谷取水施設は、中崎発電所本館前より右俣谷林道（槍ヶ岳・奥穂高岳方面登山道）を北東へ徒歩約3.2km。

## 近隣の水力発電施設
中崎発電所本館前の蒲田川には、約8.3km下流にある栃尾発電所の取水施設がある。